# Chicago X
Chicago X es el nombre del octavo álbum de estudio de la banda de rock estadounidense Chicago, Fue lanzado al mercado por Columbia Records el 14 de junio de 1976. Este álbum se distingue por su emotividad en general, y marcó un hito en la carrera de la banda gracias a una de sus canciones, «If You Leave Me Now», que se convirtió en un éxito mundial.

## Antecedentes
Agotados después de grabar Chicago VIII, Chicago no regresó al estudio hasta la primavera del 76, después de un largo período de separación. 

## Recepción
Chicago X fue publicado el 14 de junio de 1976 ante una audiencia receptiva, en especial después de que «If You Leave Me Now» se convirtiera en el gran éxito mundial que fue, provocando que, por primera vez en años para Chicago, uno de sus álbumes fuera incluido en las listas de popularidad del Reino Unido (n.º 21). En Estados Unidos el álbum alcanzó el puesto n.º 3.
Además, «If You Leave Me Now» ganó dos Grammy, por mejor interpretación pop por un dúo o grupo con vocales y mejor arreglo instrumental con acompañamiento vocal.

### Crítica
El álbum recibió críticas positivas, principalmente por «If You Leave Me Now», que para muchos eclipsó a las demás canciones incluidas en el álbum. La revista PopMatters dijo al respecto: «Si fuera posible tanto amar una canción por su belleza y al mismo tiempo odiarla por ser excesivamente melosa y sensiblera, “If You Leave Me Now” sería Exhibit A».

## Lista de canciones
| N.º | Título                               | Escritor(es)  | Duración |  |
| 1.  | «Once or Twice»                      | Terry Kath    | 3:01     |  |
| 2.  | «You Are on My Mind»                 | James Pankow  | 3:24     |  |
| 3.  | «Skin Tight»                         | Pankow        | 3:20     |  |
| 4.  | «If You Leave Me Now»                | Peter Cetera  | 3:55     |  |
| 5.  | «Together Again»                     | Lee Loughnane | 3:53     |  |
| 6.  | «Another Rainy Day in New York City» | Robert Lamm   | 3:03     |  |
| 7.  | «Mama Mama»                          | Cetera        | 3:31     |  |
| 8.  | «Scrapbook»                          | Lamm          | 3:28     |  |
| 9.  | «Gently I’ll Wake You»               | Lamm          | 3:36     |  |
| 10. | «You Get It Up»                      | Lamm          | 3:34     |  |
| 11. | «Hope for Love»                      | Kath          | 3:04     |  |

## Créditos y personal
Chicago
- Peter Cetera – bajo, voz
- Laudir de Oliveira – percusionista, voz
- Terry Kath – guitarra, voz
- Robert Lamm – teclados, voz
- Lee Loughnane – trompeta, voz
- James Pankow – trombón, voz
- Walter Parazaider – vientos, voz
- Danny Seraphine – batería, voz

Otros colaboradores
- David J. Wolinski – piano y mellotron en «Hope For Love»
- James William Guercio – guitarra sajona y bajo en «If You Leave Me Now»; guitarra en «Hope For Love»
- Othello Molineaux – tambores metálicos on «Another Rainy Day in New York City»
- Leroy Williams – tambores metálicos en «Another Rainy Day in New York City»
- Jimmie Haskell – orquestación con cuerdas y trompa en «If You Leave Me Now»; director de instrumentos de cuerdas en «Gently I’ll Wake You»
- Rudolph Trulli – pandereta y corista en «If You Leave Me Now»